# Dersu
Dersu este un sat din Orientul Îndepărtat al Rusiei.